# Szentivanyella szentivanyi
Szentivanyella szentivanyi är en kvalsterart som beskrevs av Hammer 1979. Szentivanyella szentivanyi ingår i släktet Szentivanyella och familjen Microzetidae. Inga underarter finns listade i Catalogue of Life.